# Grabowieccy
Zasugerowano, aby ten artykuł podzielić na różne artykuły – Podzielić na kilka haseł o różnych rodach szlacheckich.
Grabowiecki – nazwisko kilku polskich rodów szlacheckich:

## Grabowieccy herbu Grzymała

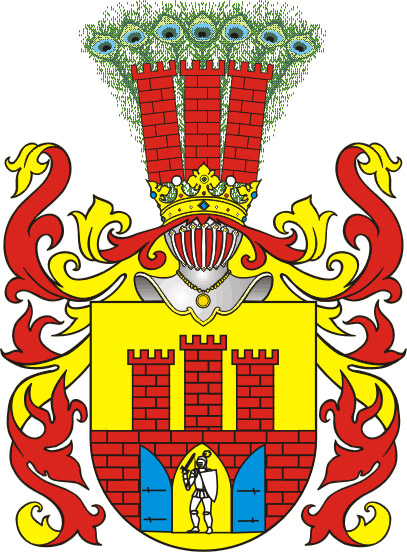
herb Grzymała

Grabowieccy herbu Grzymała – polski ród szlachecki, który według Bonieckiego wziął swoje nazwisko od Grabonogu w Powiecie Kościańskim. Jego przedstawiciele posiadali liczne dobra w Wielkopolsce i na Mazowszu; wielu pełniło ważne urzędy w Rzeczypospolitej Obojga Narodów.

### Członkowie rodu
- Sebastian Grabowiecki (1543–1607) - opat klasztoru cystersów, późnorenesansowy poeta

## Grabowieccy herbu Nowina

herb Nowina

Grabowieccy herbu Nowina – polski ród szlachecki, który herb otrzymał w drodze nobilitacji.

## Grabowieccy herbu Sas

herb Sas

Grabowieccy herbu Sas – polski ród szlachecki, który według Bonieckiego wziął swoje nazwisko od Grabowca (koło Bohorodczan) w Powiecie Halickim.
Kasper Niesiecki twierdził, iż przybyli oni z Wielkopolski, gdzie ich krewni piastowali wysokie godności, np. starostów. Stąd też wielu legitymowało się ze szlachectwa w zaborze austriackim, podając za swój herb Grzymałę. Powątpiewał w to Adam Boniecki, który uważał, iż Grabowieccy z przydomkiem Bułat i Fedorkowicz byli potomkami Grabowieckich herbu Sas, o których liczne wzmianki znajdują się w aktach grodzkich i ziemskich halickich z XV i XVI wieku.

## Grabowieccy herbu Zerwikaptur

herb Zerwikaptur

Grabowieccy herbu Zerwikaptur – polski ród szlachecki.